# Estrellas Orientales
Las Estrellas Orientales también conocidas como Estrellas de Oriente, es un equipo de béisbol profesional de la Liga de Béisbol Profesional de la República Dominicana. Con base en San Pedro de Macorís, República Dominicana. Ganando campeonatos en 1953-54, 1967-68 y 2018-19.

## Historia
El equipo fue fundado el 15 de diciembre de 1910 con la idea de competir contra los Tigres del Licey, que dominaban la Liga Dominicana en esos años. Las Estrellas Orientales ganaron su primer título en 1936 derrotando al Santiago Baseball Club, a los Tigres del Licey y a los Leones del Escogido. El equipo ganó el campeonato por segunda vez en 1954 y nuevamente en 1968.
En la temporada 2018-2019, después de 51 años, las Estrellas Orientales ganaron su cuarto título luego de derrotar a los Toros del Este en la serie de campeonato.

## Roster temporada 2024-25
- Actualizado el 12 de septiembre de 2024.

## Números retirados
| Tetelo Vargas 1936, 1951,1952, 1953, 1954 OF | Alfredo Griffin 1976-1988 SS | Ralph Garr 1969-1982 DH    | Manuel "Bonny" Castillo 1980-1990 3B | Rafael Ramírez 1978-1990 SS     | Silvano Quezada 1957-1976 P |
| Rafael Batista "El Gallo" 1964-1984 1B       | Rico Carty 1963-1970 LF      | Julián Heredia 1990-2005 P | Félix José 1997-2005 RF              | Jesús "Pepe" Frías 1968-1979 SS | José Oliva 1996-1997 3B     |